# Still Feels Good
Still Feels Good é o quinto álbum de estúdio da banda country norte-americana Rascal Flatts. Foi lançado em 25 de setembro de 2007 pela Lyric Street Records. O álbum alcançou o topo da Billboard 200 e vendeu mais de 2,000,000 cópias nos Estados Unidos, sendo certificado como platina dupla pela RIAA.
Os cinco singles do álbum chegaram pelo menos no top 20 da Billboard Hot Country, com "Take Me There" and "Here" chegando ao topo dela.
Lojas da Target lançaram um CD bônus com mais cinco faixas junto com o CD original, contendo mais quatro faixas escritas pela banda e um remix do single "My Wish".

## Lista de faixas
| Still Feels Good (CD Original) |                                         |                                                 |         |  |
| N.º                            | Título                                  | Compositor(es)                                  | Duração |  |
| 1.                             | "Take Me There"                         | Kenny Chesney · Wendell Mobley · Neil Thrasher  | 4:26    |  |
| 2.                             | "Here"                                  | Steve Robson · Jeffrey Steele                   | 3:55    |  |
| 3.                             | "Bob That Head"                         | Michael Dulaney · Gary LeVox · Thrasher         | 4:02    |  |
| 4.                             | "Help Me Remember"                      | Ed Hill · Luke Laird · Hillary Lindsey          | 4:12    |  |
| 5.                             | "Still Feels Good"                      | LeVox · Thrasher · Mobley                       | 3:55    |  |
| 6.                             | "Winner at a Losing Game"               | LeVox · Jay DeMarcus · Joe Don Rooney           | 4:48    |  |
| 7.                             | "No Reins"                              | DeMarcus · Thrasher · Mobley                    | 3:21    |  |
| 8.                             | "Every Day"                             | Alissa Moreno · Steele                          | 4:15    |  |
| 9.                             | "Secret Smile"                          | Don Mescall · Robson                            | 3:49    |  |
| 10.                            | "Better Now"                            | Gregory Becker · Darrell Brown · Michael Busbee | 3:08    |  |
| 11.                            | "She Goes All The Way" (ft. Jamie Foxx) | DeMarcus · LeVox · Rooney · Monty Powell        | 4:00    |  |
| 12.                            | "How Strong Are You Now"                | Mobley · Thrasher · Tony Martin                 | 3:51    |  |
| 13.                            | "It's Not Supposed to Go Like That"     | Bobby Pinson · Jimmy Yeary                      | 3:59    |  |
| Duração total:                 | Duração total:                          | Duração total:                                  | 54:13   |  |

| Faixas Bônus do Japão |                |                                            |         |  |
| N.º                   | Título         | Compositor(es)                             | Duração |  |
| 14.                   | "The Way"      | DeMarcus · LeVox · Rooney · Cledus T. Judd | 3:24    |  |
| 15.                   | "Revolution"   | John Lennon · Paul McCartney               | 3:30    |  |
| Duração total:        | Duração total: | Duração total:                             | 61:07   |  |

| CD Bônus da Target |                   |                                            |         |  |
| N.º                | Título            | Compositor(es)                             | Duração |  |
| 1.                 | "I Was Born To"   | DeMarcus · LeVox · Rooney · Powell         | 3:39    |  |
| 2.                 | "The Way"         | DeMarcus · LeVox · Rooney · Cledus T. Judd | 3:24    |  |
| 3.                 | "Lonesome Road"   | DeMarcus · LeVox · Rooney                  | 3:08    |  |
| 4.                 | "I Can Almost"    | Roger Riley                                | 4:37    |  |
| 5.                 | "My Wish" (remix) | Robson · Steele                            | 3:58    |  |
| Duração total:     | Duração total:    | Duração total:                             | 18:45   |  |

## Desempenho Comercial

### Álbum
O álbum vendeu 547,000 cópias na primeira semana após o lançamento, alcançando o topo da Billboard Hot Country Albums e da Billboard 200.

## Caso Judicial
Em agosto de 2008, o compositor DL Byron processou a banda, seus produtores e a Disney Music Group por violação de direitos autorais, argumentando que "No Reins" foi uma cópia da música "Shadows of the Night", escrita por Byron para Pat Benatar em 1982.